# 中国民主建国会上海市委员会
中国民主建国会上海市委员会，简称民建上海市委、上海民建，是中国民主建国会在上海市的地方组织。